# Bohy
Bohy jsou obec v okrese Plzeň-sever v Plzeňském kraji. Obec je součástí Mikroregionu Kralovicko a žije zde 125 obyvatel.

## Název
Název vesnice je odvozen ze staročeského příjmení Bóh ve významu ves Bohů, tj. členů Bohovy rodiny. V historických pramenech se název vsi objevuje ve tvarech: Bozech (1227), Bozes (1233), zbohy (1542), Zbuohy (1543) a Bohy (1597, 1785, 1838).

## Historie
První písemná zmínka o vesnici pochází z roku 1228, kdy byly Bohy uvedeny v majetku ženského benediktinského kláštera svatého Jiří na Pražském hradě. Od 13. století se Bohy na čtyři století staly součástí panství hradu Krašov. Během husitských válek okolo roku 1424 a 1430 byla vesnice zcela zničena. V roce 1529 koupil od poručníků nezletilého Jetřicha mladšího Bezdružického z Kolovrat krašovské panství i s Bohy Mikuláš Sviták z Landštejna za 3 250 kop míšeňských grošů.
Během třicetileté války byla ves opětovně zpustošena – z pěti usedlostí zbyla jediná. Ves byla pozvolna obnovena a v polovině 17. století v ní stálo šest usedlostí. Roku 1678 prodal Norbert Adolf Miseroni z Lisonu, poslední světský pán Krašova, ves Bohy i s krašovským panstvím plaskému klášteru, v jehož majetku ves zůstala až do zrušení kláštera v roce 1785.
Až do začátku dvacátého století docházely děti z vesnice do školy v Kozojedech. Teprve v roce 1910 obec postavila školní budovu, ve které začala fungovat jednotřídní obecná škola, do níž chodily také děti z Rakolusek. Dopravní spojení po roce 1900 usnadnila nově postavená silnice z Brodeslav do Rakolusek, ale silnice do Krašova byla vybudována až koncem dvacátých let 20. století. Elektrifikace vesnice proběhla koncem třicátých let 20. století a ve stejné době fungovala obecní knihovna se sto svazky.

## Přírodní poměry
Ves leží osm kilometrů jihovýchodně od Kralovic v nadmořské výšce 368 metrů na svažitém začátku ostrohu obtékaného řekou Berounkou z jihu, východu a severu. Ves sousedí se vsí Rakolusky na jihovýchodě, s Kozojedy na západě a na severozápadě se vsí Brodeslavy. Bohy se ležely u hranic přírodních parků Horní Berounka a Hřešihlavská na levém břehu řeky Berounky, které byly nahrazeny přírodním parkem Berounka. Vesnicí vede cyklotrasa č. 2263.

## Obyvatelstvo
Po vzniku Československa dvě třetiny obyvatel přestoupily od římskokatolické církve (Bohy patřily k farnosti Kozojedy) k církvi československé.
| Rok            | 1869 | 1880 | 1890 | 1900 | 1910 | 1921 | 1930 | 1950 | 1961 | 1970 | 1980 | 1991 | 2001 | 2011 | 2021 |
| -------------- | ---- | ---- | ---- | ---- | ---- | ---- | ---- | ---- | ---- | ---- | ---- | ---- | ---- | ---- | ---- |
| Počet obyvatel | 192  | 216  | 190  | 194  | 192  | 200  | 153  | 135  | 113  | 86   | 69   | 60   | 48   | 78   | 87   |
| Počet domů     | 28   | 28   | 28   | 28   | 31   | 31   | 32   | 35   | 43   | 27   | 25   | 32   | 30   | 22   | 33   |

## Obecní správa
Po zrušení patrimoniální správy se Bohy 1. ledna 1850 staly obcí v politickém a soudním okrese Kralovice, ke které do roku 1922 patřila osada Rakolusky. Obecní úřad v Bozích ukončil činnost v květnu 1945 a byl nahrazen místním národním výborem. V letech 1960–1990 patřily jako část obce ke Kozojedům a od 24. listopadu 1990 jsou opět samostatnou obcí.

### Části obce
- Bohy
- Rakolusky

V katastrálním území Bohy stojí také hospodářský dvůr Rohy.

### Starostové
Starosty obce byli:
- Václav Tříska (1864, z Rakolusek)
- František Holcingr (1867)
- Matěl Plaček (1880)
- Jan Holzingr (1884–1885)
- Václav Záhrobský (1887)
- Matěj Plaček (1899)
- Josef Peterka (1900–1901)
- Matěj Peterka (1903)
- Josef Peterka (1905–1913)
- Josef Včala (1919–1935)
- Josef Florián (1936–1938)
- Antonín Král (1939)
- Josef Florián (1940)
- Alois Záhrobský (1942)

### Obecní symboly
Znak a vlajka byly obci uděleny rozhodnutím předsedy Poslanecké sněmovny Parlamentu České republiky dne 8. listopadu 2016.

## Pamětihodnosti
Na protáhlé návsi stojí u silnice zděná čtyřboká kaple se sanktusníkem obklopená košatými stromy, před ní kamenný pamětní kříž. Z lidové architektury vyniká usedlost č. 10, roubená chalupa č. 11 a statek č. 14, roubený patrový špýchar v č. E27 přenesený z Kopidla.
U silnice na Rohy stával kruhový smírčí kámen s tlapatým křížem, v roce 2002 byl však poškozen silničáři a následně odstraněn, dnes na jeho místě stojí replika. Hospodářský dvůr Rohy z 16. století byl založen pány z Kolovrat, za svou dnešní barokní podobu vděčí přestavbě provedenou plaskými cisterciáky. V areálu je hodnotná především hlavní budova a kamenná stodolou s tesanými portály se znaky plaského kláštera z roku 1735. Západně od dvora roste památný Rožský dub.
Pod zříceninou hradu Krašov se v údolí Berounky nalézá areál čp. 18 bývalého mlýna U Nováků s unikátní barokní mlýnicí, při cestě k němu stojí taktéž barokní socha svatého Jana Nepomuckého z roku 1743.